# Opius tangens
Opius tangens är en stekelart som beskrevs av Fischer 1964. Opius tangens ingår i släktet Opius och familjen bracksteklar. Inga underarter finns listade i Catalogue of Life.